# التردد تجاه لقاح كوفيد-19 في الولايات المتحدة

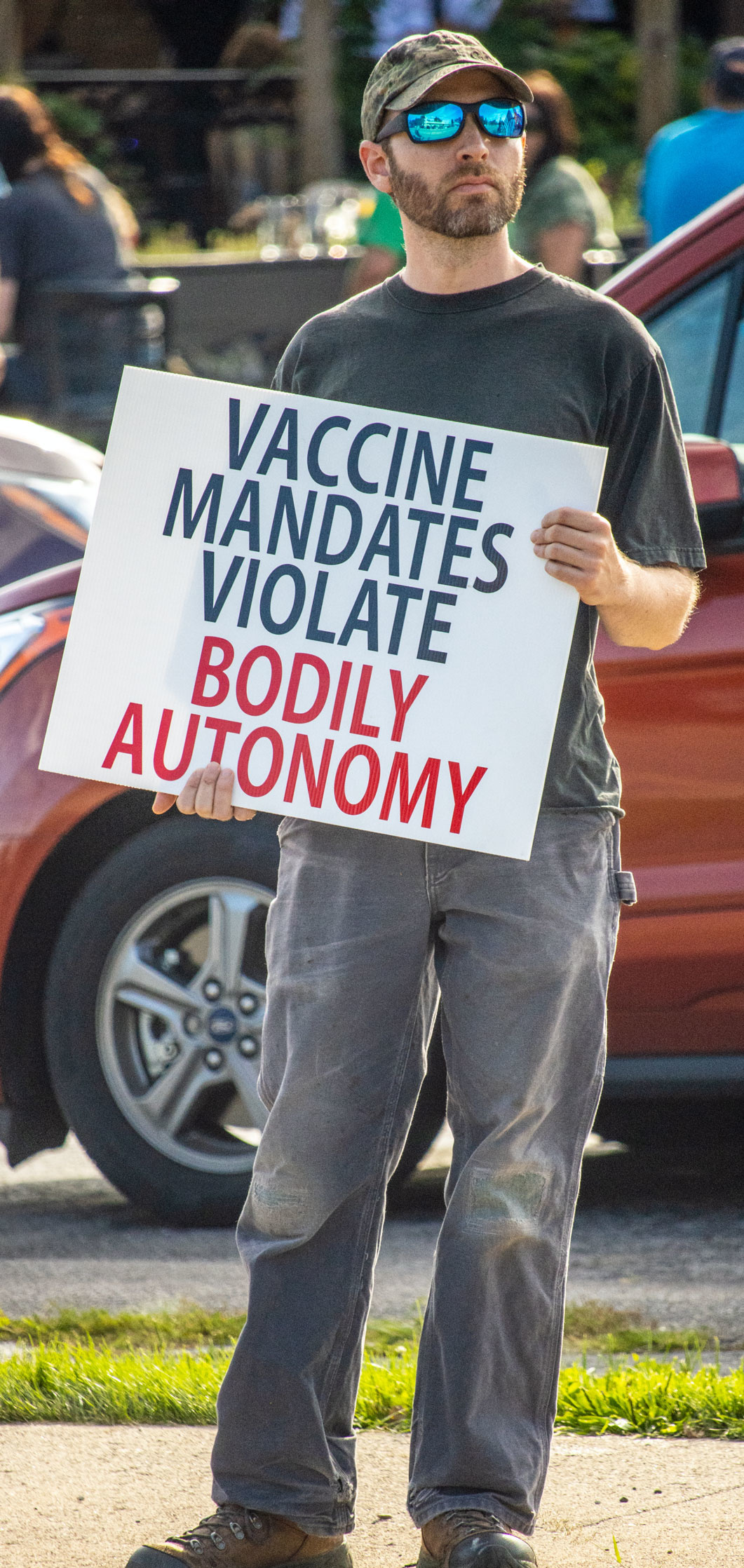
مظاهرات ضد اللقاح ولبس الكمامة في ورثينجتون، أوهايو (14 أغسطس 2021)

التردد تجاه لقاح كوفيد-19 في الولايات المتحدة هو ظاهرة اجتماعية ثقافية للأفراد الذين يرفضون أو يظهرون ترددًا تجاه تلقي لقاح كوفيد-19. يمكن اعتبار التردد بشأن لقاح كوفيد-19 في الولايات المتحدة جزءًا من التاريخ الأوسع للجدل حول اللقاح.

## نبذة تاريخية
حدث جدل حول استخدام لقاح كوفيد-19 في الولايات المتحدة منذ المراحل الأولى لتطوير اللقاح. الأشخاص المترددون تجاه لقاح كوفيد-19 ليسوا بالضرورة من كارهي للقاح.
بعد وقت قصير من بدء جائحة كورونا، بدأت الشبكات الاجتماعية الموجودة مسبقًا المناهضة للتطعيم حملات شخصية وعلى الإنترنت لتشويه سمعة تطوير لقاحات كوفيد-19 التي تستهدف مواطني الولايات المتحدة. استخدم المؤثرون المناهضون للتطعيم موقع تويتر ومنصات التواصل الاجتماعي الأخرى لنشر معلومات مضللة عن اللقاحات. قد أعطى البعض في المجال الطبي مصداقية زائفة لمعتقدات التردد تجاه اللقاح. تسبب هذا في قيام اتحاد المجالس الطبية الحكومية بإصدار بيان في يوليو 2021 مفاده أن أي طبيب يتسبب بنشر معلومات مضللة أو خاطئة عن اللقاح يعرض نفسه لاتخاذ إجراءات تأديبية.
أثار تردد الرئيس دونالد ترامب العلني بشأن اللقاح شكوكًا بين الناخبين الجمهوريين. كشفت مصادر البيت الأبيض في مارس 2021 أن ترامب وزوجته ميلانيا تلقيا سرًا لقاح كوفيد-19 في يناير. في أبريل 2021 أشار ترامب إلى لقاح كوفيد-19 على أنه «معجزة حقيقية» وشجع أنصاره على أخذه. في سبتمبر 2021 كشف ترامب للصحفي آدم شابيرو أنه تلقى نسخة من اللقاح من شركة فايزر وشجع عامة الناس على أخذ اللقاح. في المقابلة ذاتها، ألقى ترامب باللائمة على الرئيس بايدن لعدم ثقة الجمهور في اللقاح: «عندما كنت رئيسًا، أراد الجميع الحصول على اللقاح... بعد أن غادرت، لم يرغب الناس في أخذه... أعتقد أن السبب في ذلك هو أنهم لا يثقون في بايدن». في ديسمبر 2021 وصف ترامب اللقاح بأنه «أحد أعظم إنجازات البشرية»، وصف المعلقون على قناة إم إس إن بي سي في برنامج مورنينغ جو تصريحاته بأنها ذات دوافع سياسية، إذ قارنها أل شاربتون بتراجع ترامب عن دعم وجهات النظر الهامشية بالسير على سطح القمر.
تظهر بيانات استطلاعات إبسوس أن التردد تجاه اللقاح انخفض من 63% في سبتمبر 2020 إلى 20% في سبتمبر 2021. كان التغيير مصحوبًا بتراجع كوفيد-19، وطفرة متغير دلتا، والموافقة الرسمية من إدارة الغذاء والدواء على لقاح فايزر.

### الشخصيات العامة المناهضة للقاحات التي توفيت بسبب كوفيد-19
أشارت العديد من التقارير الإخبارية في عام 2021 إلى وفاة معارضي اللقاح بسبب كوفيد-19، على الرغم من أن البعض انتقد هذه الممارسة باعتبارها احتفالًا بمعاناة الآخرين. في أغسطس 2021 توفي عدد من مضيفي الراديو الحواري المحافظ الذين لم يشجعوا التطعيم ضد كوفيد-19، أو أعربوا عن شكوكهم تجاه لقاح، بسبب مضاعفات كوفيد-19. ومن هؤلاء مارك بيرنييه (لقب نفسه «السيد أنتيفاكس») من دايتونا، فلوريدا، وديك فاريل، الناشط المناهض للقاحات والذي أشار إلى الوباء على أنه «عملية احتيال»، جيمي دي ينغ الأب، وفيل فالنتين. في سبتمبر 2021 توفي مضيف راديو محافظ آخر مناهض للقاحات، بوب إنيارت، بسبب كوفيد-19. في نوفمبر 2021 توفي ماركوس لامب، وهو مبشر تلفزيوني أمريكي ومؤسس مشارك للشبكة التلفزيونية ديستار، والذي روج للشك بجميع اللقاحات، بسبب كوفيد-19. مرض دوغ كوزما، المدون الصوتي المناهض للقاحات، بعد وقت قصير من حضوره مؤتمر الجناح اليميني «إنعاش أمريكا» في ديسمبر 2021، وتوفي بسبب كوفيد-19 في الشهر التالي.
ماتت كيلي إرنبي، نائبة المدعي العام في مقاطعة أورانج بولاية كاليفورنيا، البالغة من العمر 46 عامًا والتي كانت أيضًا مرشحة لمجلس ولاية كاليفورنيا وناقدةً لتفويضات اللقاح، في يناير 2022 بسبب كوفيد-19، لم تُطعم. ماتت كيلي كانون، ناشطة مناهضة للقاحات في أرلينغتون، تكساس، أيضًا بسبب كوفيد-19 في يناير 2022. فُصل الجندي روبرت ليماي من ولاية واشنطن في أكتوبر 2021، بعد رفضه التطعيم على الرغم من تفويض الولاية. أوضح موقفه في مقطع فيديو أصبح شائعًا على الإنترنت، وتوفي بسبب كوفيد-19 في يناير 2022.

## الأسباب
أسباب التردد تجاه لقاح كوفيد-19 معقدة وتختلف من فرد لآخر. تشمل مخاوف بشأن الآثار الجانبية للتلقيح، والرغبة في الانتظار لمعرفة ما إذا كان اللقاح آمنًا، والمعلومات الخاطئة حول لقاحات كوفيد-19 الصادرة عن نظريات المؤامرة، بما في ذلك المعتقدات غير الصحيحة حول اللقاحات التي تحتوي على رقائق دقيقة، والآثار الجانبية المقصودة، والعقم، والتغيير الجيني الدائم. من الشائع أيضًا الاعتقاد بأن التعرض السابق للفيروس يعطي «مناعة طبيعية». تشمل الأسباب الإضافية لتردد تلقي لقاح كوفيد-19 المخاوف بشأن المخاطر الصحية طويلة المدى للتطعيم، والإيمان بقوة جهاز المناعة في الجسم دون اللقاح، وعدم الثقة في الحكومة، وعدم الثقة في الطب والمؤسسات العامة. لعبت المراسيم الحاكمة ضد تفويضات اللقاح، كما هو الحال في تكساس، دورًا أيضًا.
الأمريكيون الأفارقة هم الأكثر عرضة لعدم تلقيحهم بسبب عدم الثقة.

## قانوني
قد لوحظت العديد من الدعاوى القضائية في جميع أنحاء الولايات المتحدة ضد تفويضات اللقاحات التي نفذت في عام 2021. رفع رقيبان، أحدهما من الجيش والآخر من مشاة البحرية، دعوى ضد ثلاث وكالات فيدرالية لخططهم بجعل التطعيم إلزامي لجميع القوات العسكرية، إذ إن اللوائح العسكرية تنص على أنه يمكن إعفاء القوات من التطعيم الذي يظهر إصابة سابقة موثقة. بعد إعلان الرئيس جو بايدن عن تفويض اللقاح على مستوى البلاد في سبتمبر 2021، صرحت العديد من المنظمات والسياسيين مثل اللجنة الوطنية الجمهورية، وحاكمة داكوتا الجنوبية كريستي نوم، والمدعي العام في أريزونا مارك برنوفيتش، عن نيتهم بمقاضاة الإدارة.
ترفع الدعاوى عمومًا المتعلقة بإصابات اللقاح ضد المصنعين إلى محكمة المطالبات الفيدرالية بالولايات المتحدة، التي تنعقد دون هيئة محلفين، ويقدم التعويض عن إصابات اللقاح من قبل البرنامج الوطني للتعويض. استنادًا إلى قانون الاستعداد العام والتأهب للطوارئ (بّي آر إي بّي) اتخِذت تدابير مضادة طبية ضد كوفيد-19 في 17 مارس 2020. بموجب قانون بّي آر إي بّي، يؤمن سكرتير الصحة والخدمات الإنسانية الحماية القانونية لمصنعي اللقاحات والعلاجات، ما لم يكن هناك سوء سلوك متعمد، وبذلك تحال عنهم مسؤولية الإصابات الناتجة عن اللقاح على الرغم من انخفاض معدلات الدفع من البرنامج الوطني للتعويض عن إصابات اللقاح.

## من حيث المهنة

### العاملون في المجال الطبي
تظهر الأبحاث الاستقصائية للعاملين في المجال الطبي في الولايات المتحدة أن غالبية المجتمع الطبي يقبل ويثق في لقاحات كوفيد-19. يتلقى العاملون في المجال الطبي اللقاح في الولايات المتحدة بمعدل أعلى من عامة الناس الذين يخدمونهم. مثلًا: في أغسطس 2021 في ولاية ألاباما، طُعم 50-60% من موظفي المستشفى مقارنة بمعدل تطعيم أقل من 35% لمجموع سكان الولاية. يوازي معدل التطعيم الإقليمي لدى المتخصصين في الرعاية الصحية مثيله في المجتمع المحلي، ويعود سبب ارتفاع معدل التطعيم في الولايات إلى العاملين في مجال الرعاية الصحية الذين تلقوا اللقاح. في يوليو 2021 أعلنت عيادة مايو، وهي مركز طبي أكاديمي أمريكي غير ربحي يعمل فيه أكثر من 60,000 موظف، أنهم سيطلبون من الموظفين الحصول على التطعيم.
انضمت مجموعة من الأطباء إلى أولياء الأمور والمدافعين عن العجز في عام 2021 لتشكيل مجموعة عدم الترخيص للمعلومات المضللة، والتي تقدم شكاوى إلى المجالس الطبية في الولايات المناظرة ضد الأطباء الذين نشروا بيانات كاذبة عن كوفيد.